# République cisrhénane
1797–1801
Entités précédentes :
- Électorat de Cologne
- Électorat de Mayence
- Électorat de Trèves
- Palatinat du Rhin
- Duché de Clèves
- Duché de Juliers
- Ville libre d'Aix-la-Chapelle

Entités suivantes :
- République française 
 (départements du Mont-Tonnerre, de Rhin-et-Moselle, de la Roer et de la Sarre)

La République cisrhénane (en allemand : Cisrhenanische Republik) est une « république sœur » de la République française située sur la rive gauche du Rhin. Créée en 1797 par le Directoire, elle est annexée par la France en 1801 par le traité de Lunéville. 

## Histoire
En 1785, un riche baron rhénan, Jean-Baptiste « Anacharsis » (de) Cloots, prône l'annexion à la France de la rive gauche du Rhin au nom de la doctrine des « frontières naturelles de la France », en l'occurrence le Rhin comme « borne naturelle des Gaules », dans un ouvrage intitulé Vœux d'un Gallophile. Cloots devient citoyen français en 1792, et même député à la Convention, sans jamais voir l'éphémère réalisation de son rêve, puisqu'il fut exécuté le 24 mars 1794.
Le régime révolutionnaire français a créé diverses « républiques sœurs » dans les territoires occupés par ses armées à la fin du XVIIIe siècle, notamment la République cisrhénane, proclamée le 5 septembre 1797, divisée par François Joseph Rudler en quatre départements en novembre 1797 : 
- Roer
- Sarre
- Rhin-et-Moselle
- Mont-Tonnerre.

Ceux-ci sont formellement annexés en 1801 et restent français jusqu'à la chute du Premier Empire.
Après le congrès de Vienne en 1815, ces territoires sont cédés aux royaumes de Prusse et de Bavière, qui viennent de créer la Confédération germanique avec plusieurs autres États allemands.

## Sources
- Jean-Louis Harouel, Les Républiques sœurs, Paris, Presses universitaires de France, coll. « Que sais-je ? », 1997 (en particulier pp. 30-34)
- Milou (Émile) Rikir et Jean-Jacques Sudre, Cisrhénanie, 2002
- Quelques réflexions sur l’établissement de la République cis-rhénane, par le citoyen Dorsch, employé aux relations extérieures. (Paris, Imprimerie C. F. Cramer, an VI de la République française 15 SS. 8°).